# Efkan Şeşen
Efkan Şeşen (Istanbul, 1963) est un auteur-compositeur-interprète turc d'origine laze. Engagé dans les mouvements protestataires qui suivent le coup d'état de 1980, c'est en prison qu'il se découvre une passion pour la musique. En 1987 il incorpore le Grup Yorum, avec d'autres jeunes qui partagent ses positions. Menant une carrière solo. depuis 1991, il a sorti un total de treize albums. Efkan Şeşen est connu pour ses interprétations en sifflements, mais aussi pour ses mélodies inspirées des folklores kurdes, azéris, arméniens, géorgiens, bulgares, alévis, zazas, chypriotes, arabes, turques...